# 金柄夏
金 柄夏（キム・ビョンファ、ロシア語: Ким Пен Хва、朝鮮語: 김병화、1905年8月6日 - 1974年5月7日）は、ソ連の軍人、政治家。

## 生涯
1905年8月6日、沿海地方の高麗人の父母のもとに生まれた。 その後、抗日パルチザン運動などに参加し、1927年に赤軍に入隊した。 
1937年、高麗人の大量強制移住が始まった頃、朝鮮人の民族主義組織に参加した容疑で軍を離れ、家族とともにウズベク・ソビエト社会主義共和国に移住した。
1940年、タシュケントにあるコルホーズの管理者に選ばれ、34年間務めた。 このほか、ウズベク・ソビエト社会主義共和国の要職に就き、1948年と1951年にそれぞれ社会主義労働英雄を叙勲された。 
1974年5月7日、タシュケントにて69歳で死去した。同地にはキム・ビョンファ博物館があり、敷地内にはキム・ビョンファの銅像が設置されている。